# 호아하오교

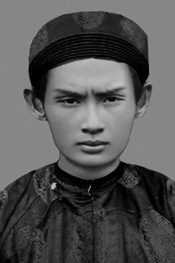
종교 창시자인 후인푸소

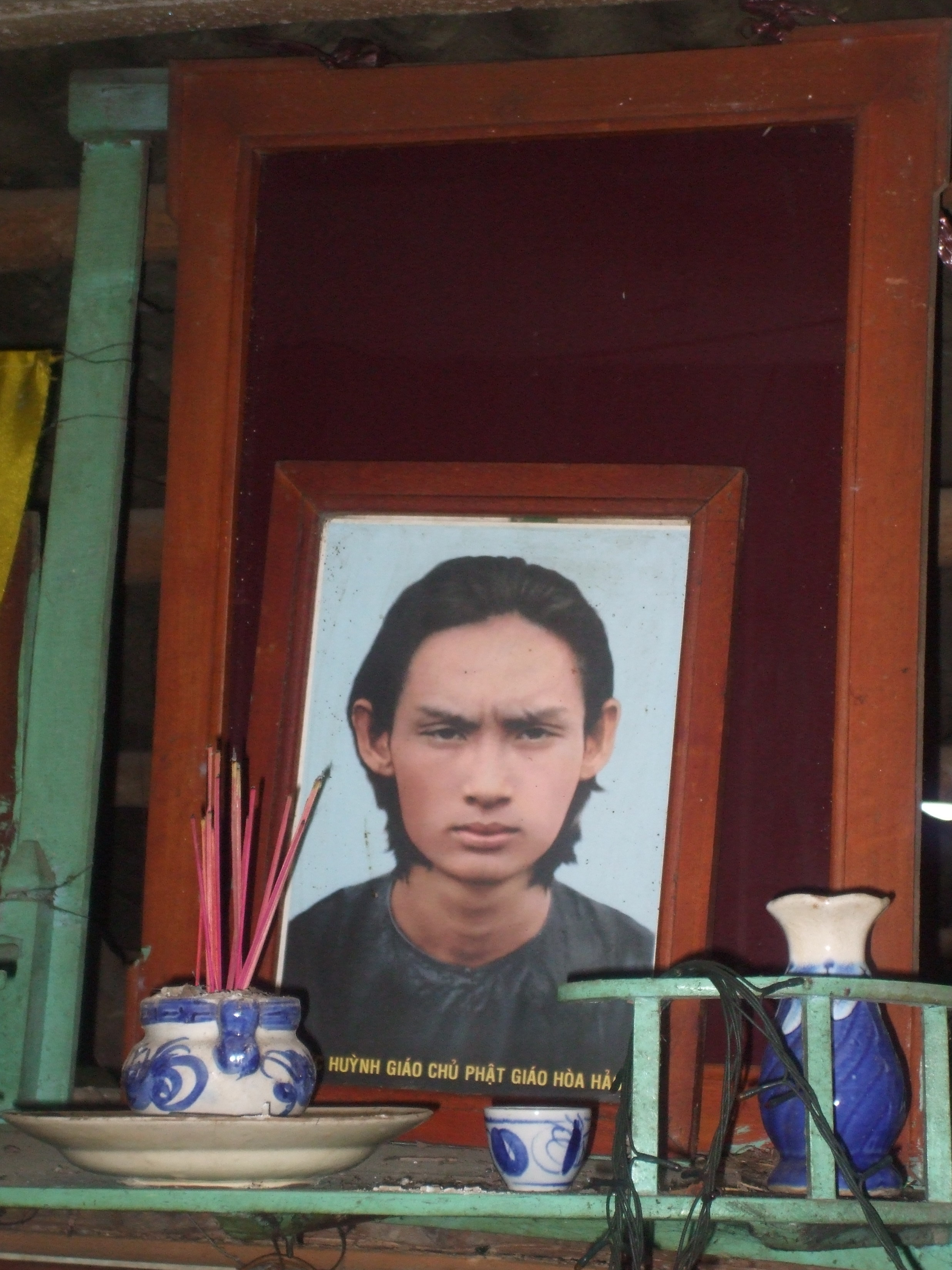
사원에 장식된 후인푸소의 초상

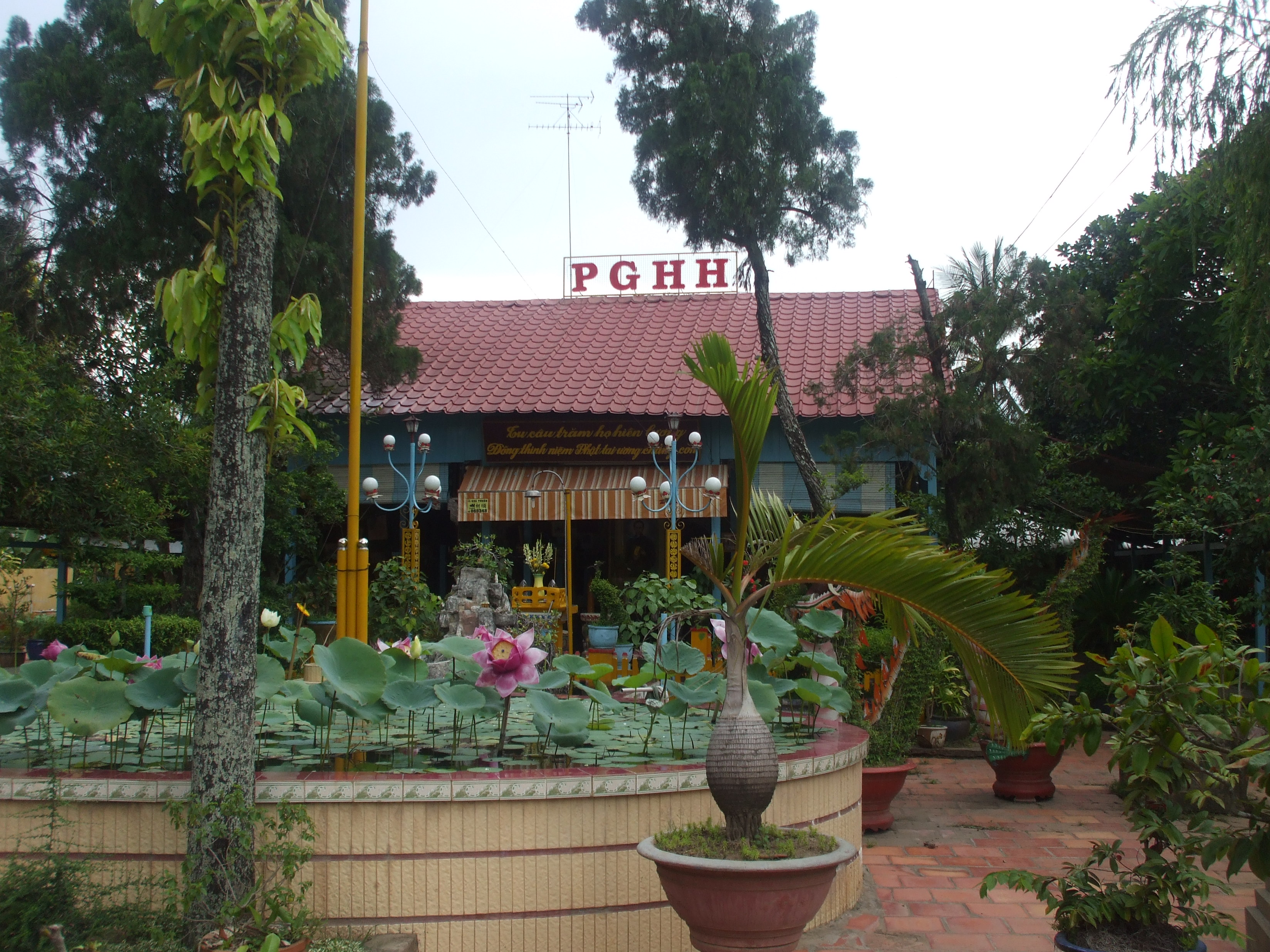
호아하오의 사원과 불탑

호아하오교(베트남어: Đạo Hòa Hảo, 道和好=(화호(和好))불교라고도 한다.)는 베트남 남부에서 기원한 베트남의 신흥 종교이다. 불교에 바탕을 두었으며, 1939년 후인푸소(Huỳnh Phú Sổ, 黃富楚, 1919년 ~ 1947년)가 창시하였다. 창시자는 1947년 월맹에 체포되어 처형되었다고 한다.

## 개요
출생지 챠도크성 (호아하오, Hòa Hảo)촌에서 따서 이렇게 명명되었는데, 호아하오는 박애, 평등, 단결, 협조를 주장하는 이 종교의 이념도 나타내고 있다.
후에(베트남어: Huế) 남부 일대에 널리 행하여진 불교종파 <보산기향(寶山奇香)>파의 계승권을 잇고, 종교적인 권위와 신앙의 기반을 확고히 하였다.
인도차이나 전쟁을 거치면서 반공주의 성향을 띠게 되었으며(정치적인 종교단체로서 과격한 대중운동을 조직하고, 베트남 남부인의 이익의 대변자로서 배불, 반미, 반공 및 반 남베트남 정부의 입장을 관철하였다.), 그 때문에 공산베트남 성립 후 탄압을 받았다. 그러나 1980년대 중반 도이모이 정책 이후 공인(公認)되어, 발원지인 메콩강 삼각주 지역을 중심으로 대략 200만 명의 신자가 있다고 추산된다.
현재 사회주의 공화국으로 이행 후 종교활동은 정체되어 있다.

## 같이 보기
- 까오다이교